# Johan Danielsson
Johan Danielsson (ur. 30 czerwca 1982 w Borlänge) – szwedzki polityk i działacz związkowy, poseł do Parlamentu Europejskiego IX i X kadencji, od 2021 do 2022 minister.

## Życiorys
Absolwent nauk politycznych na Uniwersytecie w Linköping. Działacz Szwedzkiej Socjaldemokratycznej Partii Robotniczej (SAP), przez pięć lat pracował w jej frakcji w Europarlamencie. Później został etatowym działaczem Szwedzkiej Konfederacji Związków Zawodowych (LO), odpowiadając w niej za sprawy dotyczące Unii Europejskiej. W 2018 wszystkie związki zawodowe należące do LO wysunęły jego kandydaturę w wyborach europejskich. W wyniku głosowania z maja 2019 Johan Danielsson z listy socjaldemokratów uzyskał mandat eurodeputowanego IX kadencji.
W listopadzie 2021 w nowo powołanym rządzie Magdaleny Andersson został ministrem mieszkalnictwa oraz wiceministrem zatrudnienia, odchodząc w konsekwencji z PE. Urząd ministra sprawował do października 2022. W wyniku wyborów z czerwca 2024 powrócił w skład Europarlamentu.